# Route nationale 100 (Italie)
Pour les articles homonymes, voir Route nationale 100.
La route nationale 100 (SS 100, Strada statale 100 ou Strada statale "Settentrionale Sarda") est une route nationale d'Italie, située dans les Pouilles, elle relie Bari à Palagiano sur une longueur de 66,7 km.

## Parcours

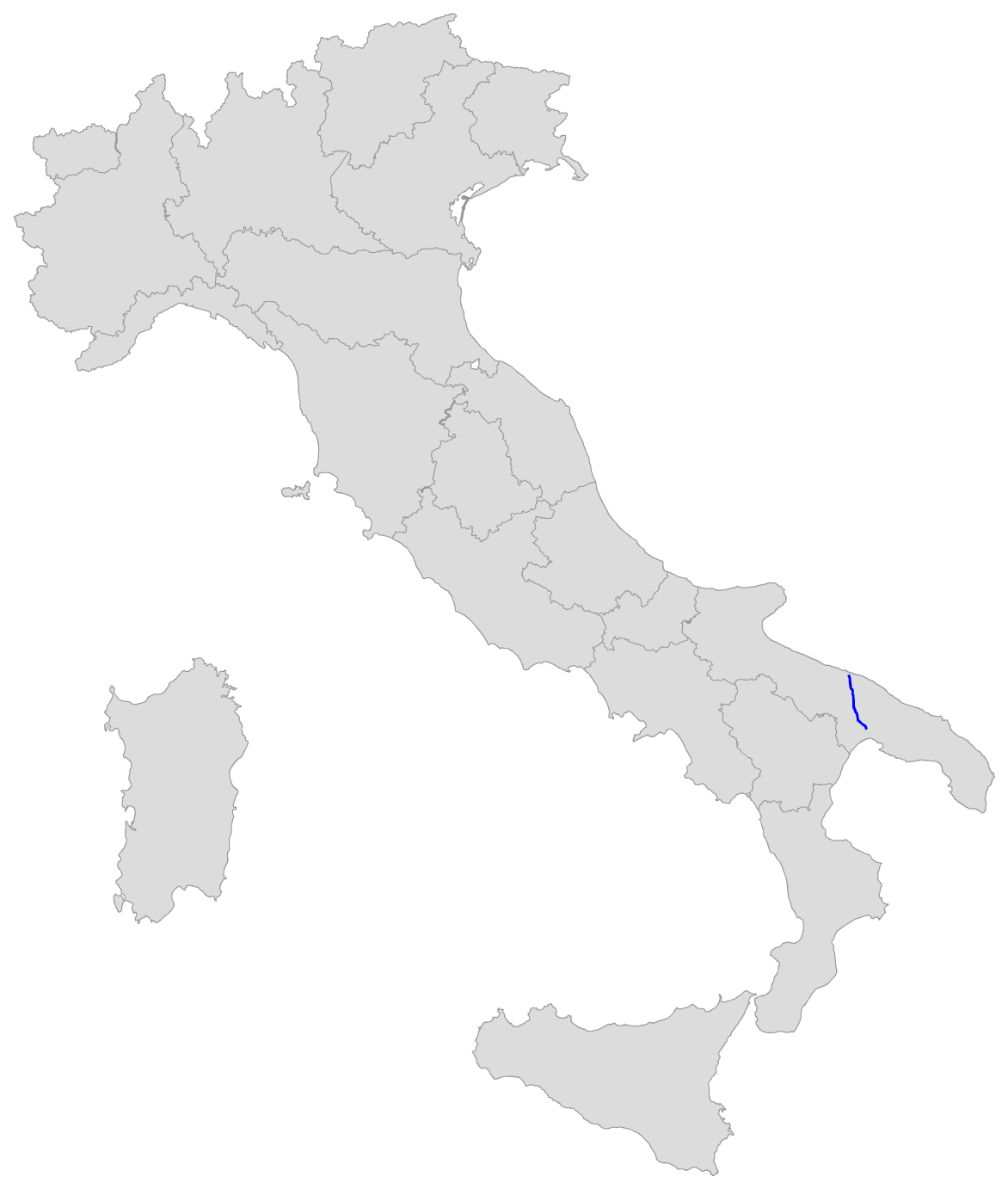
Parcours de la SS 100.